# Doryteuthis pealeii
Doryteuthis pealeii is een inktvissensoort uit de familie van de Loliginidae. De wetenschappelijke naam van de soort is voor het eerst geldig gepubliceerd in 1821 door Lesueur.